# Dendrophthora urbaniana
Dendrophthora urbaniana är en sandelträdsväxtart som beskrevs av Patschovsky. Dendrophthora urbaniana ingår i släktet Dendrophthora och familjen sandelträdsväxter. Inga underarter finns listade i Catalogue of Life.